# Халка Бунар
Халка бунар е карстов извор (164 л/сек), намиращ се на около 2 км югозападно от село Партизанин, Община Братя Даскалови. На това място се съединяват землищата на четирите села Горно Белево, Партизанин, Черна гора и Оризово.
Водата от извора се отича в Оризовския язовир и продължава като река Азмака, която се влива при село Крушево в река Марица.
В местността Халка Бунар е открит тракийски център. Разкопките се извършват под ръководството на д-р Милена Тонкова, н.с. в АИМ при БАН.